# Medicalización
Para «medicalización» en el sentido de la dotación de material sanitario en un vehículo o edificio, véanse ambulancia y hospital.
Medicalización o patologización es el proceso cuyo objetivo es mostrar como problemas de salud (susceptibles de tratamiento) a características biológicas o a eventos vitales que en la práctica no lo son. De este modo, son tratados por médicos y otros profesionales de la salud. El proceso de medicalización normalmente conlleva cambios en las actitudes sociales y terminología, y puede estar acompañado o conducido por la aparición o disponibilidad de nuevos tratamientos.

## Medicalización o patologización

### Causas de la medicalización
Las causas son variadas, pero se puede decir que entran dentro de la llamada promoción de enfermedades y expansión de los límites diagnósticos, prácticas que pueden darse tanto dentro de la medicina oficial cuando no sigue con rigor el método científico como en las denominadas medicinas alternativas y pseudociencias.
Por un lado, la percepción de que ciertas características no son deseables genera una búsqueda de soluciones y, por interés económico, se pueden ofrecer tratamientos y asistencia que, en realidad, no son necesarios. Los rasgos psicológicos y conductuales —como la tristeza o la agresividad— y ciertas consecuencias de los eventos vitales pueden ser tratados para provocar esta falsa percepción de que son enfermedades. Generalmente ocurre con aquellos que resultan, o así se acepta generalmente, que son desagradables.
Por otro lado, también en el campo de la prevención hay procedimientos que han sido señalados como medicalización, al ser controvertido el índice riesgo/beneficio. De forma menos clara que la anterior, la causa sería el mercado de las pruebas diagnósticas, que atendería antes a su beneficio que a una verdadera necesidad, y a la falta de una investigación que delimite lo anterior de forma clara. 
Los límites de la definición de enfermedades se expanden para incluir los problemas personales como problemas de salud.La industria farmacéutica es la que mayor cotización realiza en el mercado bursátil, por delante de la industria armamentística.  Solo siete u ocho medicamentos, los demás  regulan, ajustan, nivelan...pero no erradican la enfermedad.[cita requerida] Los antivirales de acción directa negativizan el VHC, etc. Los lobbies, gobiernos, poderes públicos en connivencia con el mercado farmacéutico crean lazos de interés para lucrarse exponencialmente.
También se atribuye un papel en la progresiva medicalización a destacar los riesgos de las enfermedades para generar alarma y aumentar la demanda de pruebas y de tratamientos.

### Protagonistas en el proceso de medicalización
En el proceso de medicalización participan la sociedad, los profesionales, los medios de comunicación, los políticos y la industria farmacéutica.

### Peligros de la medicalización
La medicalización o patologización inadecuada conlleva los peligros de diagnósticos innecesarios, se relega el principio "nocere" de malas decisiones terapéuticas, iatrogenia, del despilfarro económico, así como el desvío de los recursos que se podrían dedicar a tratar o prevenir una enfermedad más grave. En un nivel más profundo, la medicalización puede ayudar a alimentar obsesiones no beneficiosas para la salud, a crear explicaciones sociológicas o políticas oscuras o confusas sobre los problemas de salud, y centrar excesivamente la atención en las soluciones farmacológicas.

### Áreas susceptibles de medicalización
- Estados anímicos como la tristeza, el síndrome postvacacional, el duelo, etc.[13]
- Situaciones sociales con incertidumbre como los estudios,[14] el trabajo, el desempleo, la convivencia, el matrimonio, el divorcio, etc.
- Características físicas hereditarias no patológicas como la calvicie, el tamaño del pene o de las mamas, la "celulitis",  la forma de los ojos, la nariz o los labios, el color de la piel, el pelo o los ojos, el coeficiente intelectual, etc.[15][16]
- Estadios vitales y sus manifestaciones, como el embarazo, la menopausia, la vejez, el trastorno disfórico premenstrual, el síndrome premenstrual, el descenso de la testosterona, la identidad de género, etc.[17][18]
- Prevención innecesaria: Los chequeos médicos carecen de fundamento científico, como se ha demostrado repetidamente a lo largo de los cien años de su promoción; provocan medicalización y un efecto cascada por los eventuales errores diagnósticos y tratamientos innecesarios.[19][20][21]

## Cómo luchar contra la medicalización
- Controlar que los diagnósticos y tratamientos estén justificados.
- Informar tanto a los usuarios de los servicios de salud como a los responsables médicos de que es beneficioso usar los recursos con un buen criterio.
- Aumentar el control sobre las empresas sanitarias, en especial las farmacéuticas, exigir transparencia y denunciar enérgicamente la manipulación de la información.